# SN 1997D
SN 1997D – supernowa typu II-pec odkryta 15 stycznia 1997 roku w galaktyce NGC 1536. W momencie odkrycia miała maksymalną jasność 16,30m.